# Valhal·la

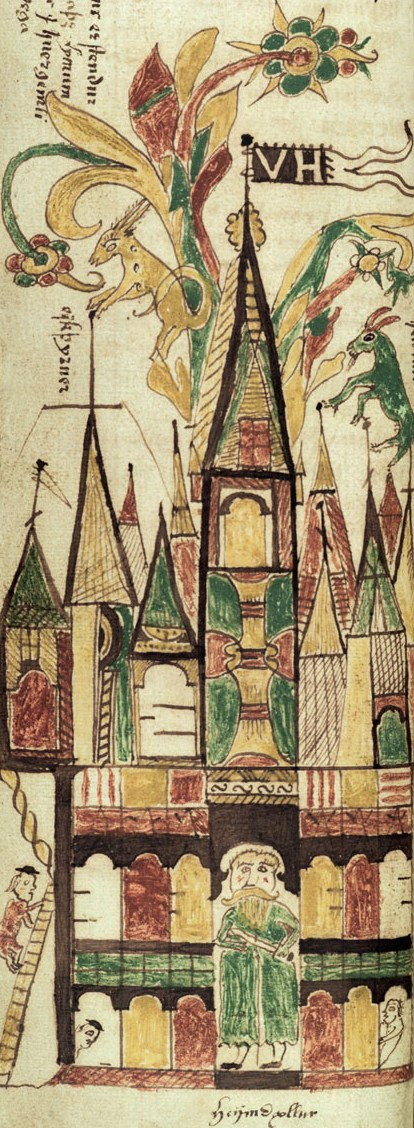
En aquesta il·lustració d'un manuscrit islandès del, s'hi veu Heimdall vigilant la porta del Valhal·la

|  | Per a altres significats, vegeu «Walhalla». |

El Valhal·la (Valhǫll en antic nòrdic, 'Mansió dels morts'; en islandès: Valhöll) és, en la mitologia escandinava, la fortalesa on viuen els guerrers morts que serveixen a Odin després d'haver mort en la batalla, els einherjar. Aquests reben la benvinguda de Bragui un cop arriben al Valhal·la, escortats per les valquíries des del camp de batalla. En el Valhal·la, hi ha 540 portes per les quals hi passen 80 persones alhora; les parets estan fetes de llances i el sostre amb els escuts dels guerrers. Es diu que sempre hi haurà habitacions suficients per a tots aquells escollits per Odin.
El Valhal·la rep altres noms. D'aquests, els més usats són Walhalla i el nom que rep en el poema anglosaxó Beowulf, que és The shining citadel ('la fortalesa brillant').

## La rutina del Valhal·la
Al Valhal·la, hi ha una rutina que es repeteix cada dia entre els seus habitants: els einherjar, les valquíries, el cuiner Anðrimnir i els animals Gullinkambi, Sahrimnir i Heiðrún.
Els einherjar es desperten cada dia pel cant del gall Gullinkambi i es dirigeixen al camp de batalla d'Idavoll a lluitar en una gran batalla. Quan arriba l'ocàs, els guerrers que han mort durant la batalla ressusciten i tots se'n tornen al Valhal·la. Allà els espera un banquet que Anðrimnir els ha preparat amb la carn de Sahrimnir i la hidromel d'Heiðrún. Al banquet, també hi assisteix Odin, el qual només pren hidromel.
Segons la versió evemerista que ha deixat Snorri Sturluson, Odin, durant el banquet, només pren vi. Però, cal tenir en compte que Snorri pretenia explicar una versió de la mitologia escandinava en la qual es poguessin veure elements cristians per fer creure que els pagans intuïen l'existència del déu cristià.

## La importància del Valhal·la
La importància del Valhal·la rau en el fet que aquest existeix per a servir de llar dels einherjar, els guerrers que lluitaran amb els déus al Ragnaroc, la batalla en la qual els déus trobaran el seu destí. Aquests han de servir per a destruir les forces del Muspelheim, el Niflheim i l'Helheim. Aquells que no van al Valhal·la i han mort durant la batalla van a parar a Sessrúmnir, la fortalesa de Freia. Aquells que no han mort en una batalla van a parar a l'Helheim.